# Olga Solbelli
Anna Olga Solbelli (Verghereto, 11 maggio 1898 – Bologna, 8 settembre 1976) è stata un'attrice italiana di teatro, cinema e fotoromanzi.

## Biografia
Attrice di grande professionalità e solido temperamento drammatico, inizio all'indomani della prima guerra mondiale la sua carriera artistica come attrice giovane affermandosi però negli anni trenta con la compagnia di Pietro Meda, suo marito sin dal 1928, per entrare poi in altre grandi compagnie come quelle di Annibale Betrone, la Galli-Ruggeri, arrivando, nella stagione 1938-39, a costituire la Solbelli-Calò-Bernardi che prese il nome di Compagnia degli spettacoli gialli.
Nel cinema Solbelli fu attiva sin dal 1936, anno in cui esordì con il lungometraggio L'anonima Roylott di Raffaello Matarazzo. Da allora in poi venne sistematicamente chiamata per ruoli cinematografici di secondo piano ma mai banali, qualificandosi per una delle caratteriste di spicco del cinema italiano degli anni trenta e quaranta.
In particolare la Solbelli si distinse nel ruolo dell'isterica Giselda, una delle tre Sorelle Materassi, film del 1944 in cui è al fianco di Irma ed Emma Gramatica.
Da segnalare inoltre il suo personaggio nel film Via delle Cinque Lune di Luigi Chiarini del 1942, dove tratteggia la perfida e cinica strozzina caratterizzandola con quel tocco di sensualità che le procurerà non poche critiche perbeniste nell'Italia allora in guerra.
La sua attivività cinematografica proseguì frenetica sino alla fine degli anni sessanta ricoprendo quasi sempre il ruolo di donne algide e maligne seppur, talvolta, animate da buoni sentimenti come nel caso della zarina Caterina II da lei interpretato nel film La figlia del capitano di Mario Camerini del 1947. Prese parte anche a numerosi film commerciali e fu anche a fianco di Totò nei film Il ratto delle Sabine del 1945 e Totò all'inferno del 1955. Assunse anche, in alcuni film, lo pseudonimo americaneggiante di Olga Sunbeauty.

Olga Solbelli in un'immagine della maturità

Nei tardi anni cinquanta inizia a lavorare come attrice caratterista nei fotoromanzi delle riviste Sogno, Luna Park e Cine Illustrato. Dal 1962 al 1967 ha lavorato anche nei fotoromanzi della casa editrice Lancio. Ha tra l'altro interpretato Aiutami, signore! con Francesco Mulè, Anna Maria Olivieri, Gaetano Quartararo (Super Costa Azzurra n. 26, febbraio 1964).
Nella maturità tornò saltuariamente al teatro e si ritirò nella casa di riposo per artisti "Lyda Borelli" di Bologna dove morì nel 1976.
Dotata di un buon timbro di voce doppiò saltuariamente qualche attrice ma venne curiosamente a sua volta doppiata da Tina Lattanzi nel film Ogni giorno è domenica di Mario Baffico e da Wanda Tettoni nell'horror Il mulino delle donne di pietra di Giorgio Ferroni.

## Filmografia parziale
- L'anonima Roylott, regia di Raffaello Matarazzo (1936)
- Il fu Mattia Pascal, regia di Pierre Chenal (1937)
- Cose dell'altro mondo, regia di Nunzio Malasomma (1939)
- Assenza ingiustificata, regia di Max Neufeld (1940)
- La peccatrice, regia di Amleto Palermi (1940)
- L'ispettore Vargas, regia di Gianni Franciolini (1940)
- Una romantica avventura, regia di Mario Camerini (1940)
- Ore 9: lezione di chimica, regia di Mario Mattoli (1941)
- È caduta una donna, regia di Alfredo Guarini (1941)
- Via delle Cinque Lune, regia di Luigi Chiarini (1942)
- Paura d'amare, regia di Gaetano Amata (1942)
- I due Foscari, regia di Enrico Fulchignoni (1942)
- La principessa del sogno, regia di Roberto Savarese, Maria Teresa Ricci (1942)
- Odessa in fiamme, regia di Carmine Gallone (1942)
- Le signorine della villa accanto, regia di Gian Paolo Rosmino (1942)
- Calafuria, regia di Flavio Calzavara (1943)
- La locandiera, regia di Luigi Chiarini (1943)
- Campo de' fiori, regia di Mario Bonnard (1943)
- Apparizione, regia di Jean de Limur (1943)
- L'ultima carrozzella, regia di Mario Mattoli (1943)
- Sorelle Materassi, regia di Ferdinando Maria Poggioli (1944)
- Fiori d'arancio, regia di Hobbes Dino Cecchini (1944)
- Ogni giorno è domenica, regia di Mario Baffico (1944)
- La buona fortuna, regia di Fernando Cerchio (1945)
- Il ratto delle Sabine, regia di Mario Bonnard (1945)
- L'ultimo sogno, regia di Marcello Albani (1946)
- Senza famiglia, regia di Giorgio Ferroni (1946)
- Ritorno al nido, regia di Giorgio Ferroni (1946)
- La figlia del capitano, regia di Mario Camerini (1947)
- L'onorevole Angelina, regia di Luigi Zampa (1947)
- Arrivederci, papà!, regia di Camillo Mastrocinque (1947)
- Fuga nella tempesta, regia di Ignazio Ferronetti (1948)
- Il lupo della Sila, regia di Duilio Coletti (1949)
- Amori e veleni, regia di Giorgio Simonelli (1949)
- Faddija - La legge della vendetta, regia di Roberto Bianchi Montero (1949)
- La scogliera del peccato, regia di Roberto Bianchi Montero (1950)
- Strano appuntamento di Dezső Ákos Hamza (1950)
- Domani è troppo tardi, regia di Léonide Moguy (1950)
- I figli di nessuno, regia di Raffaello Matarazzo (1951)
- Core 'ngrato, regia di Guido Brignone (1951)
- Domani è un altro giorno, regia di Léonide Moguy (1951)
- Fratelli d'Italia di Fausto Saraceni (1952)
- Don Camillo, regia di Julien Duvivier (1952)
- Siamo tutti inquilini, regia di Mario Mattoli (1953)
- La nave delle donne maledette, regia di Raffaello Matarazzo (1953)
- La pattuglia dell'Amba Alagi, regia di Flavio Calzavara (1953)
- Il cavaliere di Maison Rouge, regia di Vittorio Cottafavi (1953)
- Teodora, imperatrice di Bisanzio, regia di Riccardo Freda (1954)
- La barriera della legge, regia di Piero Costa (1954)
- La corda d'acciaio, regia di Carlo Borghesio (1954)
- Il prigioniero del re, regia di Giorgio Venturini (1954)
- L'angelo bianco, regia di Raffaello Matarazzo (1955)
- Ricordami, regia di Ferdinando Baldi (1955)
- Totò all'inferno, regia di Camillo Mastrocinque (1955)
- Sangue di zingara, regia di Mario Basaglia (1956)
- I misteri di Parigi, regia di Fernando Cerchio (1957)
- Solo Dio mi fermerà, regia di Renato Polselli (1957)
- Malafemmena, regia di Armando Fizzarotti (1957)
- Erode il grande di Arnaldo Genoino e Viktor Turžanskij (1958)
- I Reali di Francia, regia di Mario Costa (1959)
- Gli amori di Ercole, regia di Carlo Ludovico Bragaglia (1960)
- Il mulino delle donne di pietra, regia di Giorgio Ferroni (1960)
- Quando la pelle brucia, regia di Renato Dall'Ara (1963)
- Ercole l'invincibile, regia di Alvaro Mancori (1964)
- 1000 dollari sul nero, regia di Alberto Cardone (1965)
- Il terzo occhio, regia di Mino Guerrini (1966)
- Assalto al tesoro di stato, regia di Piero Pierotti (1967)
- Una rete piena di sabbia, regia di Emilio Ruffo (1967)

## Doppiatrici italiane
- Giovanna Scotto in  Calafuria, La pattuglia dell'Amba Alagi, Malafemmena
- Tina Lattanzi in Fiori d'arancio, Ogni giorno è domenica
- Wanda Tettoni in I figli di nessuno, Il mulino delle donne di pietra
- Franca Dominici in Ercole l'invincibile
- Dhia Cristiani in 1000 dollari sul nero
- Lydia Simoneschi in Assalto al tesoro di Stato

## Teatro
- Teresa Desqueyroux di François Mauriac, regia di Giorgio Albertazzi; Roma, Teatro Quirino, (3 marzo 1961)